# Duatartessus spadix
Duatartessus spadix är en insektsart som beskrevs av Evans 1981. Duatartessus spadix ingår i släktet Duatartessus och familjen dvärgstritar. Inga underarter finns listade i Catalogue of Life.